# Enyimba International FC
Enyimba International FC eller endast Enyimba, är en nigeriansk fotbollsklubb i Aba. Klubben spelar i Nigerian Professional Football League.
Enyimba har vunnit Nigerias högstaliga åtta gånger. John Owoeri bar Enyimbaskjortan under åren 2006-2009.

## Meriter

### Inhemskt
Nigerian Professional Football League
- Mästare (8): 2001, 2002, 2003, 2005, 2007, 2009/2010, 2015, 2019

Nigerianska cupen
- Mästare (4): 2005, 2009, 2013, 2014

Nigerianska andradivisionen
- Mästare: 1993

Nigerianska supercupen
- Mästare (4): 2001, 2003, 2010, 2013

### Internationellt
Caf Champions League
- Champions (2): 2003, 2004

Caf Super Cup
- Champions (2): 2004, 2005